# Крістіан Шепард
Крістіан Шепард (англ. Christian Shephard) — вигаданий персонаж і один з найзагадковіших героїв американського телесеріалу «Загублені» (виробництво ABC).

## Біографія

### Поза Островом
Крістіан — батько Джека Шепарда. Кардіохірург, працював у лікарні Св. Себастьяна. Коли в дитинстві Джека побили, коли він захищав друга, батько насварив його за те, що Джек намагався будувати з себе героя. У Крістіана були відносини з Керол Літтлтон, що приїхала з Австралії. Коли вона повернулася додому, у неї народилася дочка Клер. Крістіан часто відвідував їх і підтримував, але Керол і її сестра Лінсді були проти такого подвійного життя і перестали пускати його до Клер.
Крістіан часто радив Джеку повідомляти пацієнтам більше хорошого, нехай це буде і неправда. Коли він дізнався про те, що Керол потрапила в аварію, він їде в Австралію, де зустрічає Клер і говорить, хто він. Вона, втім не хоче з ним спілкуватися і йде з кафе, де вони сидять, не впізнавши його імені. Повернувшись у Лос-Анджелес, Крістіан намагається відговорити від операції старого з Італії, але у нього нічого не виходить.
Коли Крістіан дізнається про розірвання Сари і Джека, він намагається поговорити з нею по телефону. Пізніше коли Джек краде у Сари телефон, щоб дізнатися ім'я її нового чоловіка, він знаходить у списку телефон Крістіана. Вважаючи, що Сара пішла саме до нього, Джек вривається на збори анонімних алкоголіків і б'є Крістіана. Той напивається вперше за 50 днів і по телефону просить Сару внести заставу за Джека. Пізніше, Крістіан проводить операцію в стані алкогольного сп'яніння, перерізає пацієнтці артерію і, незважаючи на втручання Джека, вона гине. Крістіан вмовляє Джека написати у звіті, що пацієнтку не можна було врятувати, але пізніше на комісії з цієї нагоди Джек розповідає правду і Крістіана звільняють. В барі аеропорту Крістіан зустрічає Ану-Люсію. Разом вони їдуть до Австралії, де Шепард хоче поговорити з дочкою, але Лінсді не пускає його всередину, тим більше, що він приїжджає вночі. Він розлучається з Аною-Люсією і йде в бар, де п'є разом з Соєром. Він дуже шкодує, що не може подзвонити своєму синові і вибачитися, і пишається чесністю Джека.

Покинувши бар, Крістіан помирає від серцевого нападу. Його тіло відвозять в морг, де пізніше його пізнає Джек. Він збирається поховати батька в Лос-Анджелесі, але у нього виникають проблеми з транспортуванням тіла.

### На Острові
На острові, в образі Крістіана гуляє Антипод Джейкоба (Баррі), він же димовий монстр. Баррі вміє приймати образи людей, чиї тіла є на острові, і вони не були похованими (Крістіан, Йемі, Джон.
Після аварії, Джек бачить Баррі на острові. Слідуючи за ним, Джек знаходить печери в яких є прісна вода. Там же він знаходить труну, проте тіла Крістіана всередині немає (мабуть Баррі забрав його, щоб уберегти від похорону. Якби Джек знайшов тіло, він би поховав Крістіана, і Баррі був би замкнений у образі похованого).
У мобізоді «Так все починається» Вінсент (собака Волта) відразу після аварії бачить Крістіана в джунглях. Він каже, що пес повинен розбудити Джека.
Герлі, проходячи повз хатину Джейкоба (яка насправді є хатиною Баррі), заглядає всередину й бачить самого Баррі в образі Крістіана в кріслі-гойдалці.
Вночі при поверненні в табір Клер побачила Аарона на руках у Крістіана. Пізніше Соєр виявив, що Клер пропала. Коли Джон прийшов у хатину поговорити з Джейкобом зустрів там Крістіана. Після питання: «Ви Джейкоб?» Крістіан відповів: «Ні. Але можу говорити від його імені». Крістіан сказав Локку перемістити Острів.
На кораблі, Майкл бачить Крістіана, намагаючись знешкодити бомбу. Крістіан каже «Ти можеш піти». Після корабель вибухає і Майкл гине.
У спробі зупинити скачки острова в часі, Джон спускається вниз станції Орхідея, черговий стрибок заманив його в пастку. Падаючи вниз Локк ламає ногу.
Крістіан зустрів Локка в підземній печері. І нагадав, що просив його перемістити Острів, що потрібно було врятувати його, але замість цього острів перемістив Бен. З цього нічого доброго не вийшло.
Крістіан підтвердив слова Річарда, про те що Джон помре у своїй спробі переконати шістку Ошеанік повернутися на Острів. Локк сказав, що готовий пожертвувати собою і попросив допомоги, щоб встати, але Крістіан сказав, що він не може допомогти йому. Джон встав і почав крутити колесо за секунду до вибуху, Крістіан попросив Локка передати привіт його синові. Джон крикнув: «Хто твій син?», але зник перш, ніж Крістіан зміг відповісти. Локк здогадався, що син Крістіана — Джек і передав привіт. У фіналі п'ятого сезону стає відомо, що тілом Джона, а швидше за все, і Крістіана, імовірно керувала Людина в чорному.
У серії The Last Recruit антипод Джейкоба признається Джеку, що це він приходив до нього в образі його батька.